# Winterton (Terranova y Labrador)
Winterton es un pueblo canadiense situado en la provincia de Terranova y Labrador.

## Superficie
Winterton tiene una superficie de 10,61 km².

## Demografía
En 2021, tenía 436 habitantes, una densidad poblacional de 41,1 hab./km², y 287 viviendas.